# Laroque-de-Fa

Laroque-de-Fa este o comună în departamentul Aude din sudul Franței. În 1 ianuarie 2022 avea o populație de 141 de locuitori.